# Elaphidion laeve
Elaphidion laeve là một loài bọ cánh cứng trong họ Cerambycidae.